# Velké Březno
Velké Březno (německy Großpriesen) je obec na pravém břehu řeky Labe v okrese Ústí nad Labem v Ústeckém kraji. Žije v ní přibližně 2 400 obyvatel.

## Historie
První písemná zmínka o vesnici pochází z roku 1167.
Do poloviny dvacátého století tvořili většinu obyvatel čeští Němci. Po druhé světové válce byla většina původních obyvatel nuceně vysídlena a obec byla dosídlována lidmi z různých částí Československa.[zdroj⁠?!]

## Obyvatelstvo
Při sčítání lidu v roce 1921 zde žilo 1 454 obyvatel (z toho 651 mužů), z nichž bylo 152 Čechoslováků, 1 247 Němců a 55 cizinců. Většina se hlásila k římskokatolické církvi, ale 53 lidí bylo evangelíky, pět Židy a 110 jich bylo bez vyznání. Podle sčítání lidu z roku 1930 měla vesnice 1 672 obyvatel: 253 Čechoslováků, 1 386 Němců, dva Židy, dva příslušníky jiné národnosti a 29 cizinců. Převažovala římskokatolická většina, ale žilo zde také 83 evangelíků, 36 členů církve československé, dva židé, tři členové nezjišťovaných cíkrví a 163 lidí bez vyznání.
|                                                      | 1869 | 1880 | 1890 | 1900 | 1910 | 1921 | 1930 | 1950 | 1961 | 1970 | 1980 | 1991 | 2001 | 2011 |
| ---------------------------------------------------- | ---- | ---- | ---- | ---- | ---- | ---- | ---- | ---- | ---- | ---- | ---- | ---- | ---- | ---- |
| Obyvatelé                                            | 641  | 765  | 1152 | 1622 | 1936 | 1705 | 1927 | 1378 | 1478 | 1515 | 1557 | 1360 | 1379 | 1569 |
| Domy                                                 | 89   | 104  | 125  | 155  | 193  | 198  | 236  | 248  | 206  | 208  | 216  | 235  | 248  | 317  |
| Tabulka zahrnuje údaje částí Varta, Velichov a Vítov |      |      |      |      |      |      |      |      |      |      |      |      |      |      |

## Části obce
- Velké Březno (k. ú. Velké Březno a Vítov u Velkého Března)
- Valtířov (k. ú. Valtířov nad Labem)

## Pamětihodnosti

### Nový zámek
Nový  neboli horní zámek byl postaven ve stylu pozdního empíru hrabětem Karlem Chotkem v letech 1842–1845. Kolem roku 1900 byl zámek přestavěn do současné novorenesanční podoby. Zámek obklopuje je anglický park se 130 vzácnými stromy a keři. Na zámku se pravidelně pořádají komorní koncerty a sezónní výstavy. Rodinu Chotků připomíná prohlídková trasa, kde si návštěvníci prohlédnou hlavní sál, jídelnu, pracovnu a knihovnu. Expozice ukazuje život šlechtické rodiny na venkovském sídle na přelomu 19. a 20. století.

### Další pamětihodnosti
- Starý zámek postavený na místě starší tvrze rodem Salhausenů v šestnáctém století nechal v devatenáctém století upravit hrabě Karel Chotek[8]
- Terénní pozůstatky hradu Varta ze druhé poloviny 13. století
- Zaniklý hrad zvaný Pustý zámek východně od vesnice založený koncem 13. století a opuštěný v osmdesátých letech 14. století[9]
- Socha svatého Petra
- Hřebčín
- Z Velkého Března do Zubrnic vede trať postupně obnovované Zubrnické muzeální železnice. Na trati se jezdí jen příležitostně.
- Pivovar Březňák, založený roku 1753
- Přírodní památka Loupežnická jeskyně

## Osobnosti
- Gustav Klepsch (1872–1937), římskokatolický kněz, vlastivědný pracovník a spisovatel

## Galerie

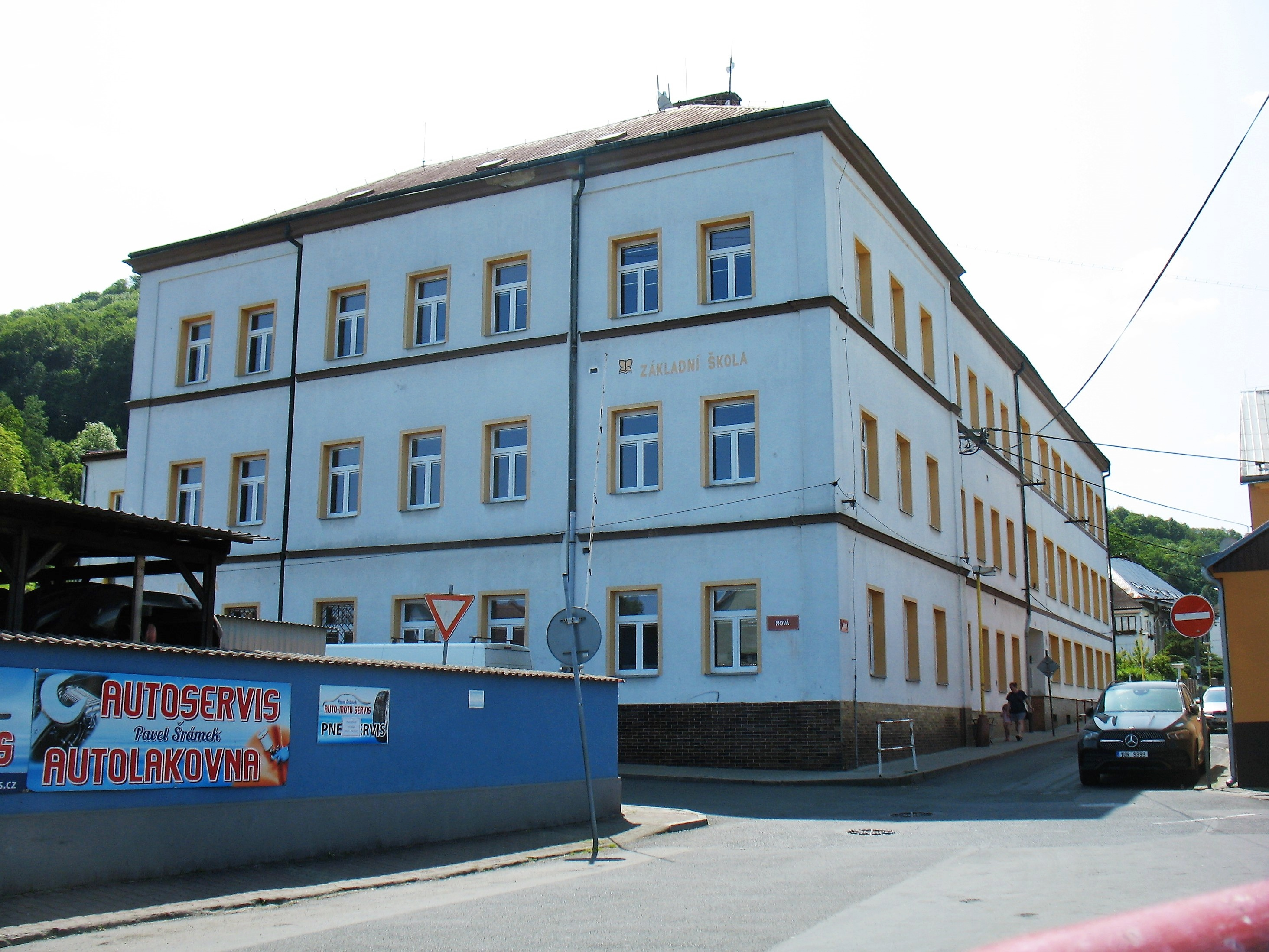
Základní škola
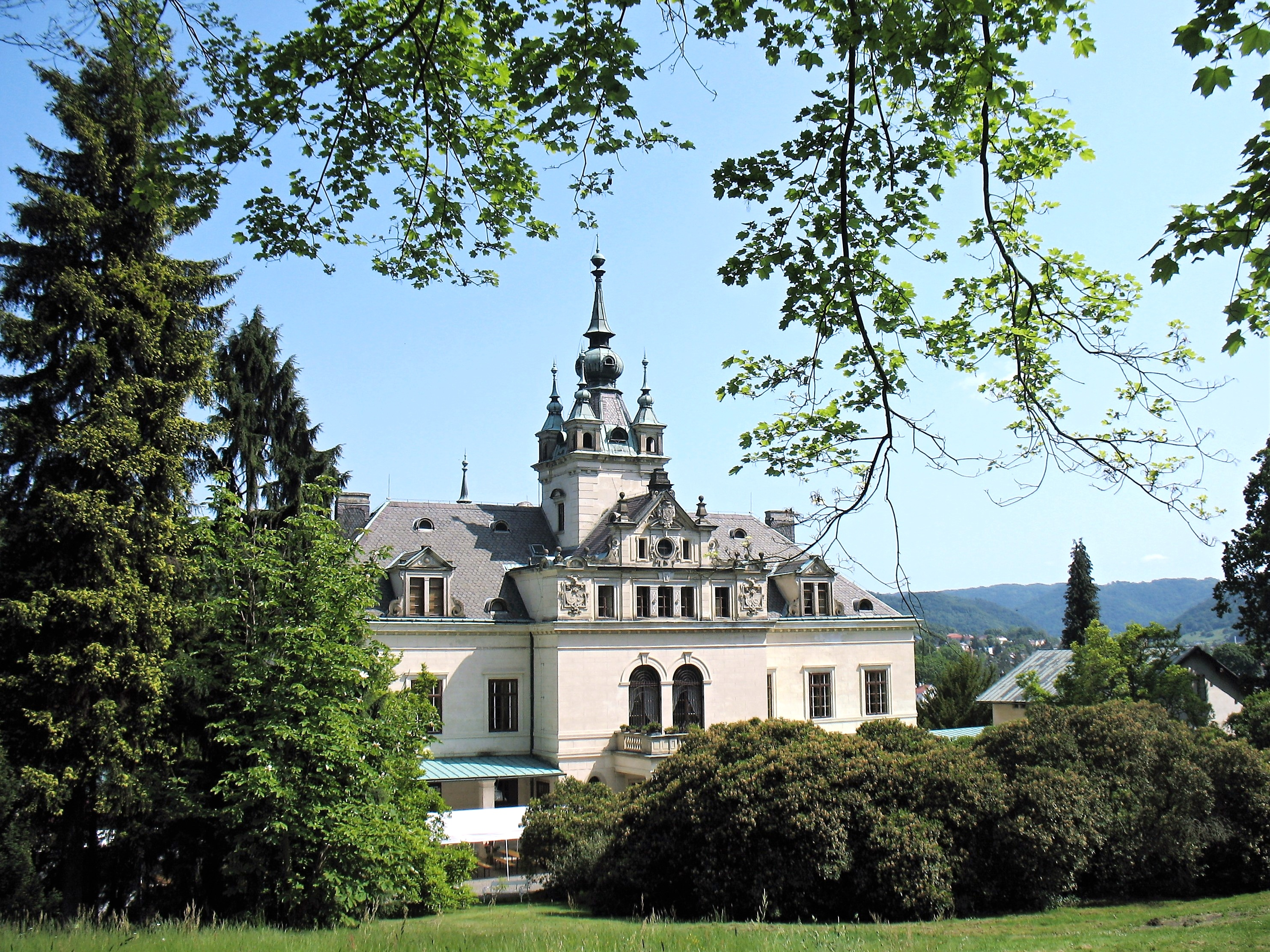
Horní (nový) zámek
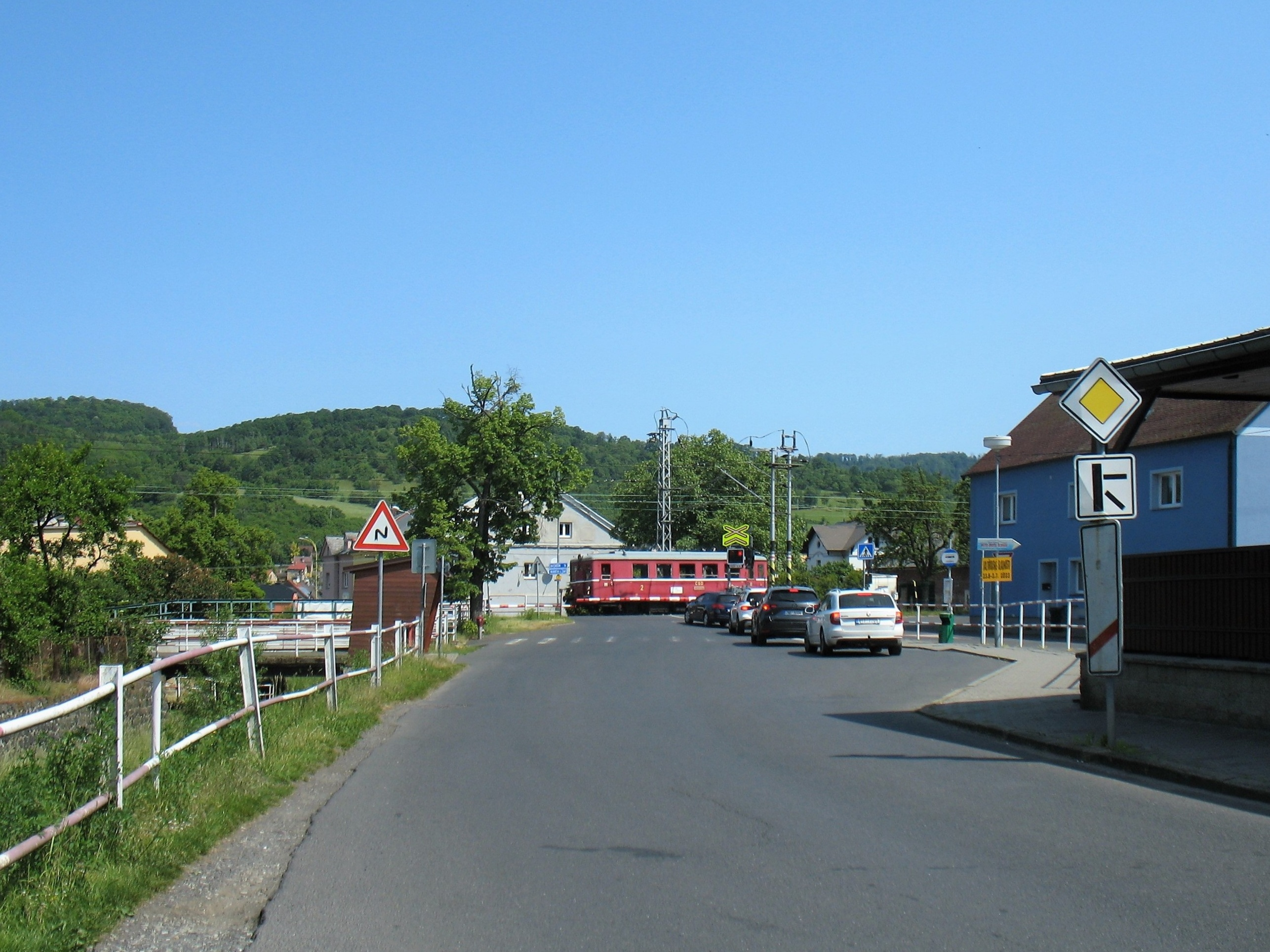
Turistický motoráček na trati Ústí n. L. – Velké Březno – Zubrnice
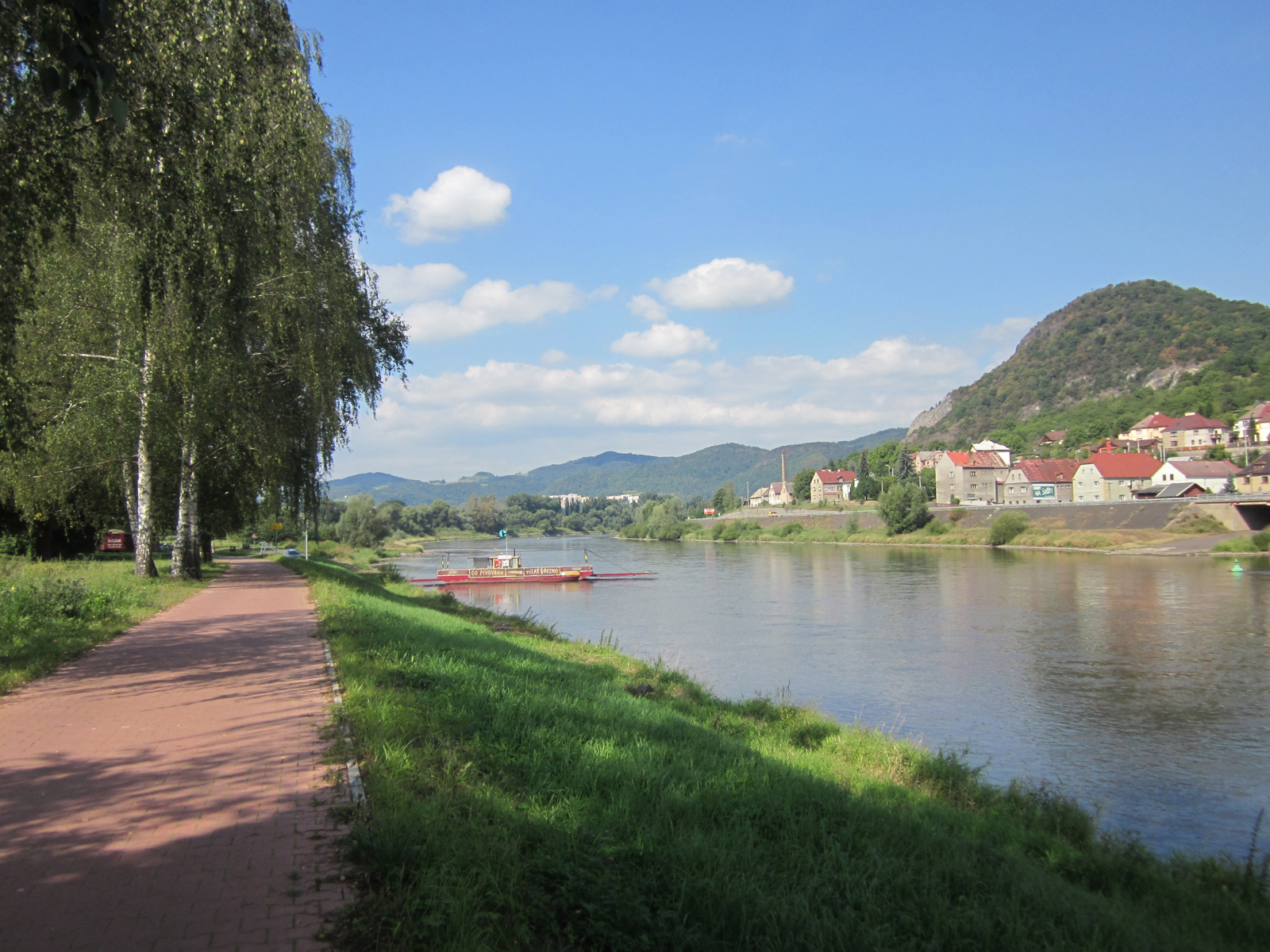
Přívoz Velké Březno – Neštědice (Povrly)
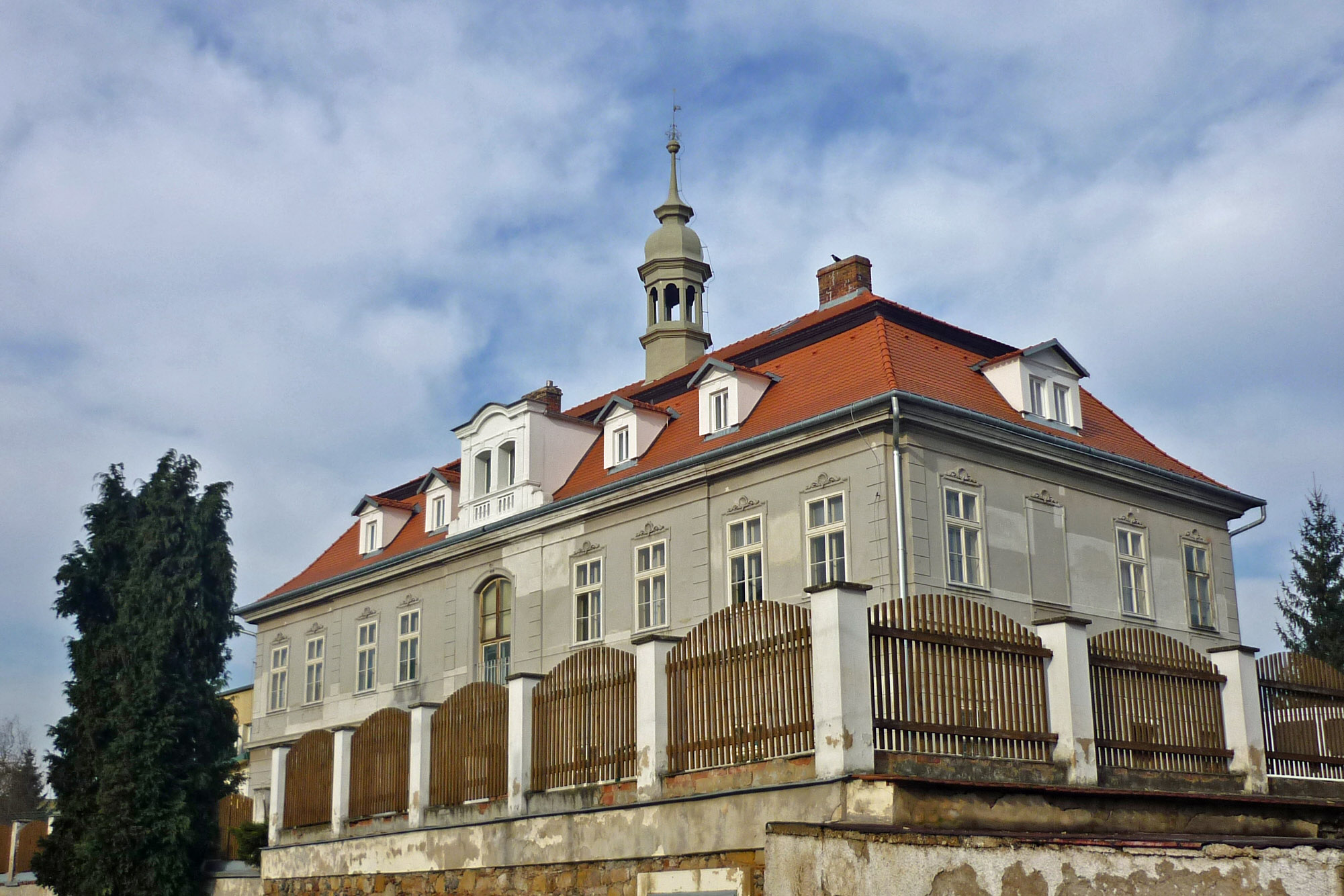
Dolní (starý) zámek
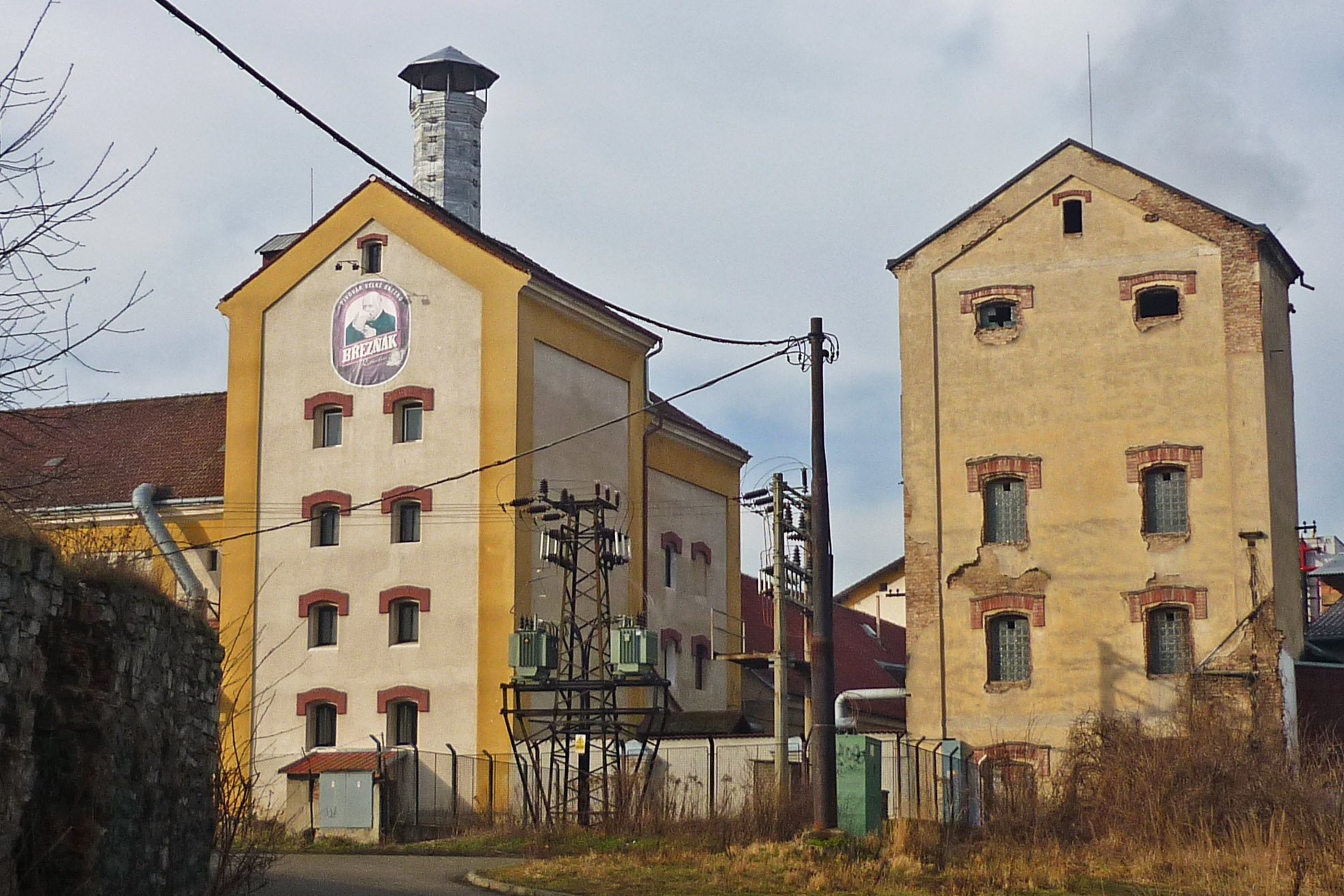
Pivovar Březňák